# Memi March
Mercè "Memi" March ( El Morell, 1967 – Tiana, 6 de julio de 2025) fue una activista cultural catalana y artista underground, vinculada especialmente a la escena alternativa de música y poesía .   Fue cofundadora, en 1995, de la sala Heliogàbal de Gràcia en Barcelona, un espacio emblemático de la creación artística fuera del circuito comercial.  Ejerció un papel destacado como dinamizadora de la escena contracultural catalana .  También fue compañera y colaboradora del músico Pau Riba durante casi tres décadas, participando en numerosos proyectos artísticos y discográficos.  Tuvo una hija, Aina, y un hijo en común con Pau Riba, Llull. Murió en 2025 en Tiana, tras sufrir un ictus . 

## Dinamizadora de la escena underground
Memi March es considerada una figura clave de la escena cultural alternativa catalana, "una persona muy preciada" según varios testigos.  El poeta Enric Casasses en su efemérida destacó la importancia de su legado como dinamizadora cultural: “No conozco a nadie (salvo quizás de otra mujer, Roser Vernet) con tanta capacidad de mover y de remover, de organizar y de hacer funcionar el trajín cultural y humano sin necesitar ninguna gran empresa ni ninguna institución”.  March a establecer vínculos con múltiples generaciones de artistas, poetas y músicos.  Ha sido recordada como una persona atenta y siempre dispuesta a ayudar.  Varias voces del sector cultural han subrayado su presencia discreta pero decisiva en la configuración del underground catalán. 

## Heliogábal
En 1995, junto con Paolo de Antonio, fundó la sala Heliogàbal en el barrio de Gràcia de Barcelona.  El espacio se convirtió en un motor cultural para conciertos de pequeño formato, recitales poéticos y exposiciones, con cerca de 4.000 actividades celebradas hasta 2025.  En 2012, la sala recibió el Premio Ciutat de Barcelona en la categoría de música.  El Heliogàbal ha sido comparado con locales míticos como los de Hamburgo o Liverpool, donde se experimentaron todo tipo de formatos artísticos con poetas, músicos y pintores destacados. 

## Vínculo con Pau Riba
March conoció al músico y escritor Pau Riba en 1995, año en el que se convirtieron en pareja.  Colaboró activamente en sus proyectos artísticos, especialmente en la revitalización de la productora Matriz Matrás .  Participó en la producción y promoción de discos como Virus Laics (2008) y Moscas de colores (2013).  También organizó recitales y conciertos, incluido el homenaje Dioptria v.2.1 (2006) en L'Auditori de Barcelona.  Intervino en la edición del documental 37 años y 1 día (2006).  Igualmente, gestionó el archivo personal de Riba, aportando materiales a proyectos editoriales y audiovisuales.  Tras su muerte, en 2022, presentó el libro póstumo Historia de la música del siglo XX (la electrónica) . 